# Senat (Księstwo Warszawskie)
Senat Księstwa Warszawskiego – powstała na mocy Konstytucji Księstwa Warszawskiego z 22 lipca 1807 roku, izba wyższa organu ustawodawczego Księstwa Warszawskiego.

## Skład

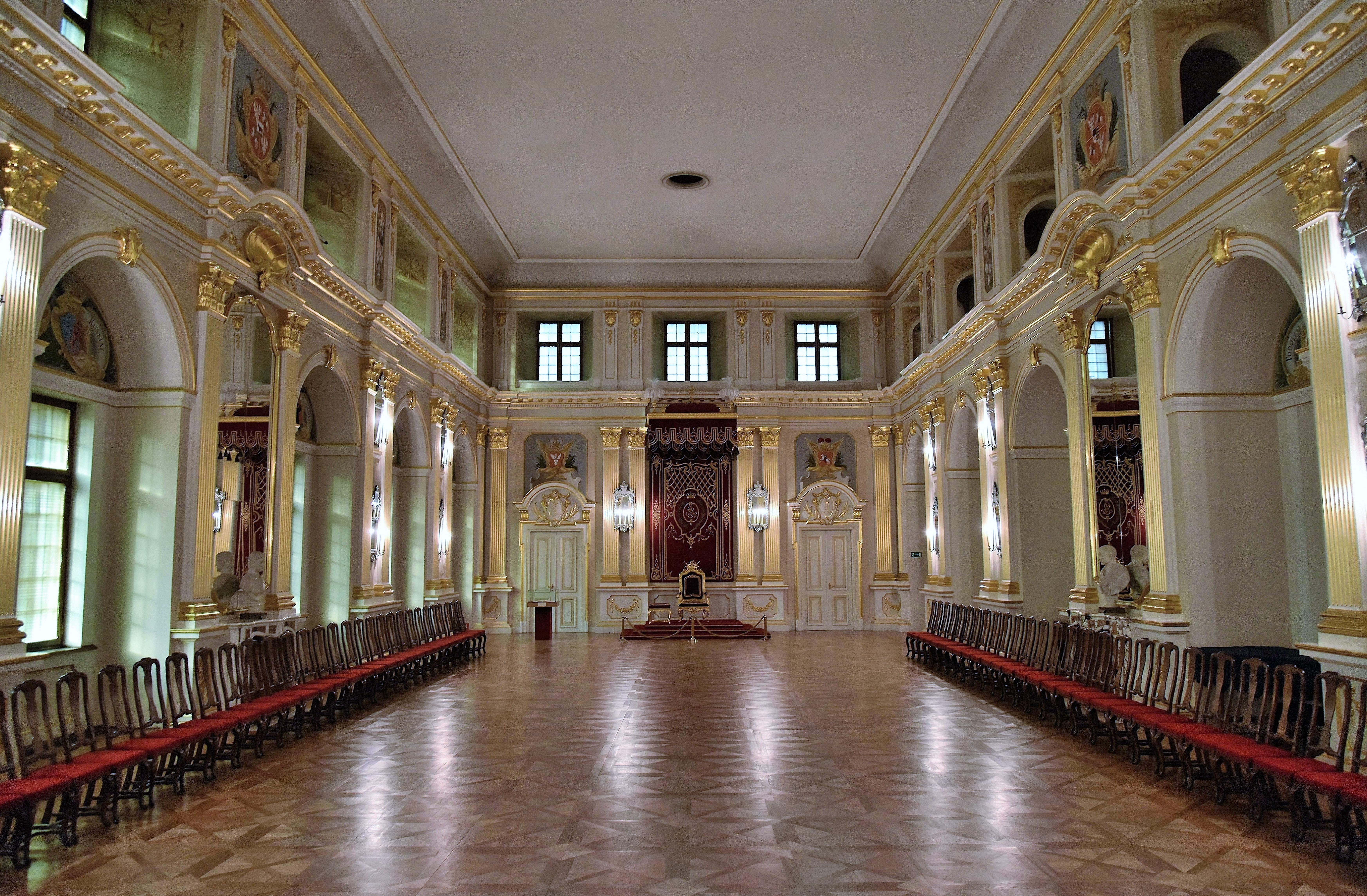
Sala Senatorska na Zamku Królewskim w Warszawie

W skład izby wyższej Sejmu Księstwa Warszawskiego wchodzili: wojewodowie i kasztelanowie oraz senatorowie duchowni (biskupi), wszyscy mianowani dożywotnio przez króla. Początkowo skład izby wynosił 18 senatorów: po sześciu biskupów, wojewodów i kasztelanów. Kiedy w 1809 roku w wyniku zwycięskiej wojny Napoleona z Austrią, do Księstwa przyłączono ziemie trzeciego zaboru austriackiego, liczbę senatorów zwiększono do 30. Skład senatu został poszerzony o 4 wojewodów, kasztelanów i biskupów. Senatorowie (wojewodowie i kasztelanowie) pełnili urząd o charakterze tytularnym i nie powierzano im innych zadań.

## Kompetencje
Zgodnie z postanowieniami Konstytucji Księstwa Warszawskiego nadanej przez Napoleona Bonapartego, Sejm Księstwa składał się z dwóch izb: Izby Poselskiej i Senatu. Charakteryzowała je nierównorzędność, przy czym Senat był izbą wyższą, co było kontynuacją tradycji parlamentarnej Rzeczypospolitej Obojga Narodów. Posiadał on jednak węższy zakres kompetencji niż Izba Poselska.
Zadania izby wyższej polegały głównie na kontroli ustaw uchwalonych przez Izbę Poselską, ważności wyboru posła bądź deputowanego, a także ksiąg obywatelskich. Na udzielenie sankcji, czyli zaakceptowanie ustawy, Senat miał 1 dzień. Istniały jednak przesłanki pozwalające Senatowi na nieudzielenie sankcji. Mogło to nastąpić gdy izba wyższa stwierdziła niezgodność z obowiązującą konstytucja, zauważyła możliwość zagrożenia bezpieczeństwa państwa, a także w przypadku gdy Izba Poselska uchwalając projekt dopuściła się złamania zasad. Król posiadał uprawnienie do ogłoszenia ustawy pomimo sprzeciwu Senatu. Władca mógł także ponownie skierować projekt do izby niższej. W sytuacji, gdyby Senat odmówił sankcjonowania projektu, król posiadał kompetencje do zmienienia jego składu powołując na senatorów nowych kandydatów. Przez takie działanie mógł zapewnić sobie większość w Senacie, co z kolei umożliwiało mu uzyskanie sankcji.

## Obrady
Obradom przewodniczył Prezes Senatu, który czynił to w imieniu króla. Istniał także urząd Sekretarza Izby, który pełnił Julian Ursyn Niemcewicz. Prezesi Senatu, to zaś kolejno: Stanisław Małachowski (1807-1809), Ludwik Gutakowski (1809-1811), Tomasz Ostrowski (od 1811). Zarówno stanowisko Sekretarza Izby, jak i Prezesa mogło być obsadzone przez króla.
Miejscem obrad Senatu Księstwa Warszawskiego była Sala Senatorska na Zamku Królewskim w Warszawie, w której wisiały portrety Prezesów Senatu.